# Vråby Sogn
Vråby Sogn er et sogn i Tryggevælde Provsti (Roskilde Stift).
I 1800-tallet var Vråby Sogn anneks til Endeslev Sogn. Begge sogne hørte til Bjæverskov Herred i Præstø Amt. Endeslev-Vråby sognekommune var i 1962 med i den frivillige kommunesammenlægning, som ved kommunalreformen i 1970 blev til Vallø Kommune. Den indgik ved strukturreformen i 2007 i Stevns Kommune.
I Vråby Sogn ligger Vråby Kirke.
I sognet findes følgende autoriserede stednavne:
- Krogen (bebyggelse)
- Lerskov (bebyggelse)
- Læbro (bebyggelse)
- Skrosbjerg (bebyggelse, ejerlav)
- Skrosbjerg Overdrev (bebyggelse)
- Tureby Hestehave (areal)
- Vråby (bebyggelse, ejerlav)
- Vråby Hestehave (bebyggelse)
- Vråby Lund (bebyggelse)